# Alfred Sturtevant
Alfred Henry Sturtevant (Jacksonville, 1891. november 21. – Pasadena, 1970. április 5.) amerikai genetikus.

## Eredményei
1913-ban megalkotta az első kromoszomális genetikai térképet. Egész pályafutása során a Drosophila melanogaster (gyümölcslégy) élőlénnyel dolgozott, munkatársa a híres genetikus, Thomas Hunt Morgan volt. Megfigyelte a legyek fejlődését, azt, hogy a korai sejtek kétfélre genomot hoztak létre.  A róla elnevezett sturt egységben határozta meg a szervek közötti embrionális távolságot.

## Fontosabb publikációi
- The linear arrangement of six sex-linked factors in Drosophila, as shown by their mode of association. Journal of Experimental Zoology, 14: 43–59, 1913
- A History of Genetics. Cold Spring Harbor Laboratory Press. Online Electronic Edition